# Orden der heiligen Tamara

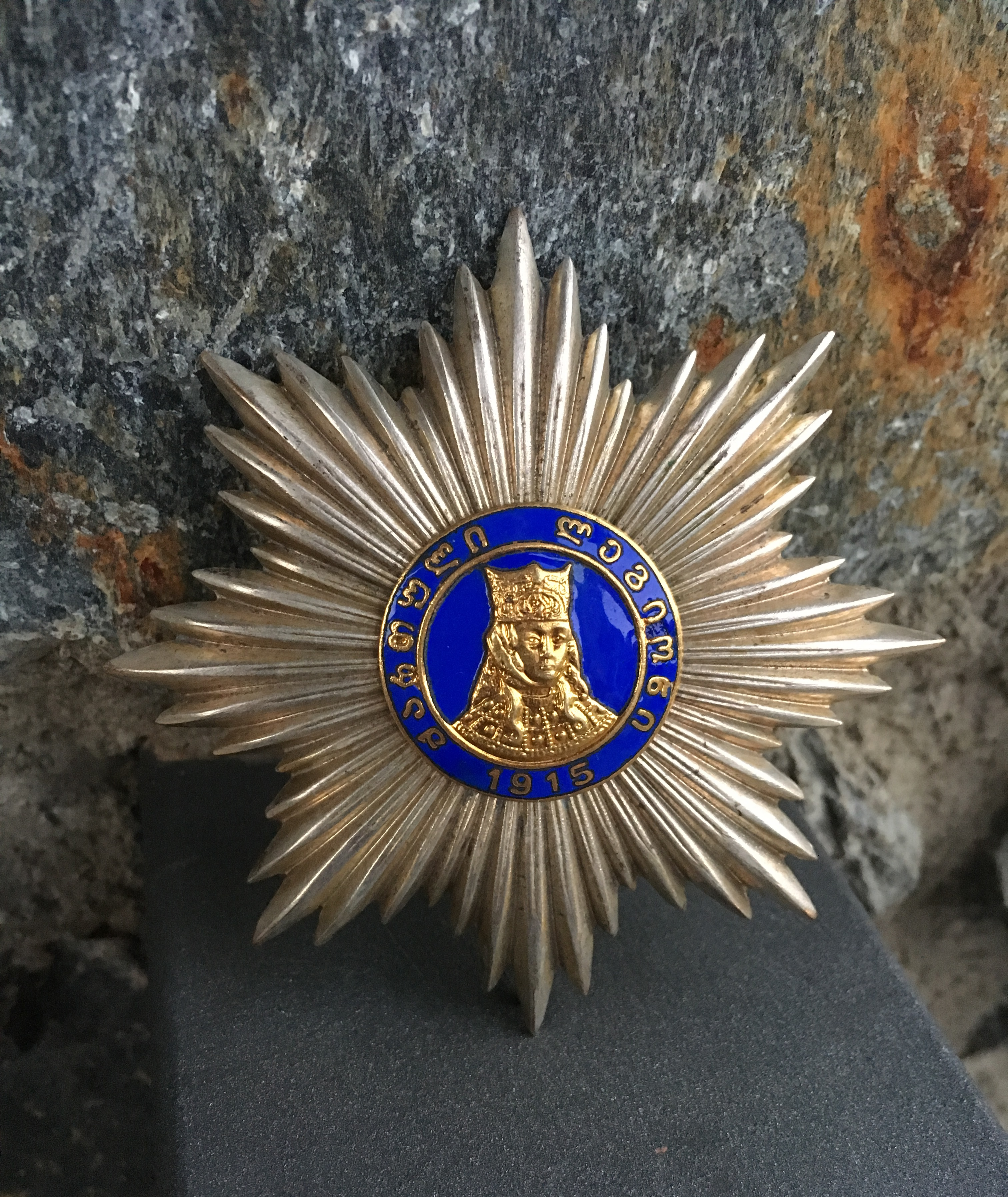
Orden der heiligen Tamara (I. Klasse; wie er vor dem Jahre 2009 verliehen wurde)

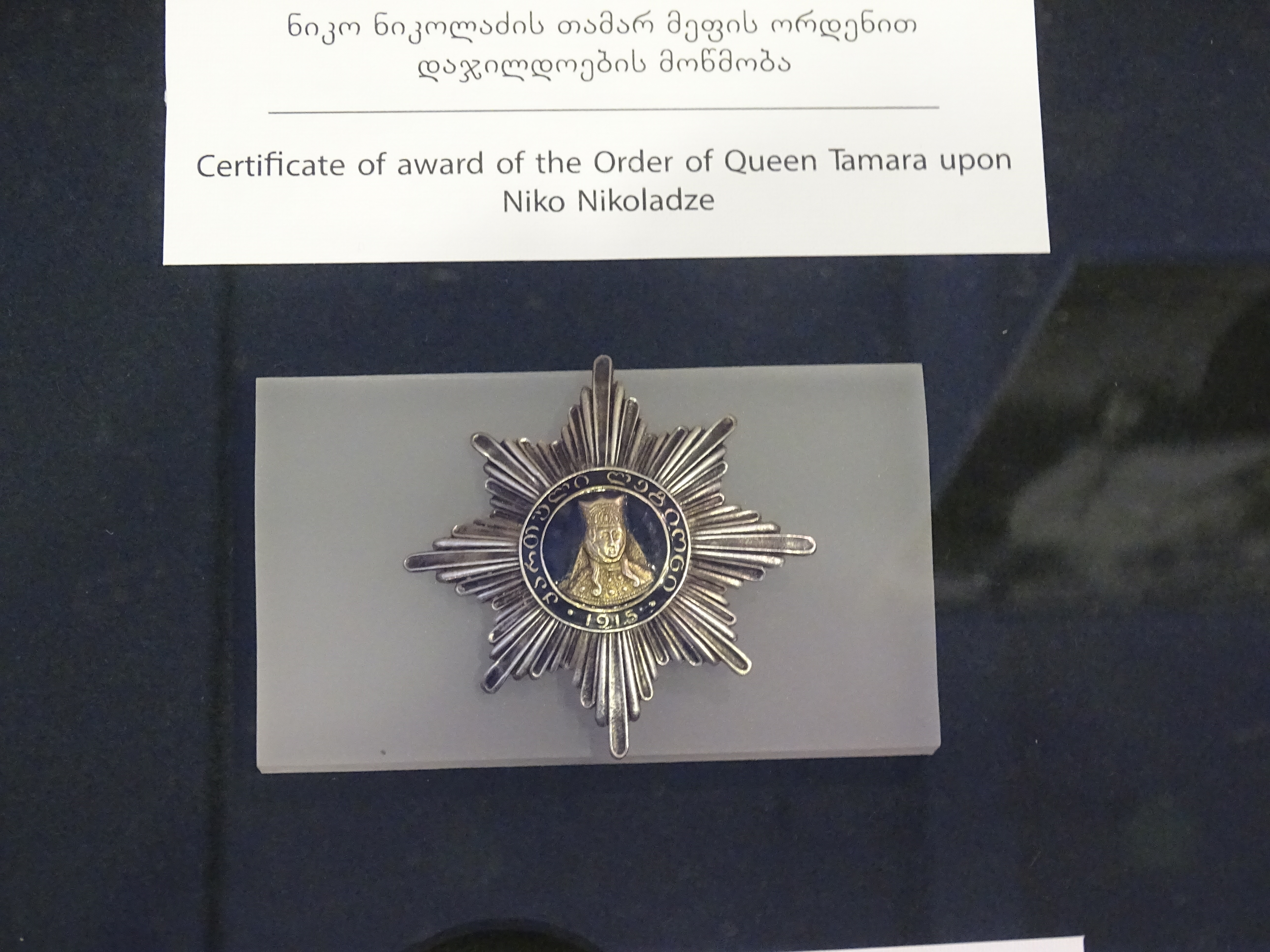
Orden verliehen an Niko Nikoladze. Ausgestellt im Nationalmuseum Tiflis

Der Orden der heiligen Tamara (georgisch თამარ მეფის ორდენი) wurde ursprünglich 1915 von der provisorischen Georgischen Regierung gestiftet und war zur Verleihung an Angehörige der Georgischen Legion vorgesehen. Nach der Gründung der Demokratischen Republik Georgien wurde der Orden am 13. Dezember 1918 per Dekret 5352 bestätigt und existierte in dieser Form bis zum Einmarsch der Roten Armee im Jahre 1921.

## Ordensdekoration
Das Ordenszeichen besteht ausschließlich aus einem achtstrahligen Bruststern. Er zeigt im aufliegenden blau emaillierten Medaillon das leicht nach rechts gewendete vergoldete Porträt der heiligen Tamara. Umlaufend die Inschrift ქართული ლეგიონი 1915 (Georgische Legion 1915). Bei der II. Klasse war das Medaillon vergoldet und ohne Emaille, die III. Klasse ist lediglich versilbert.
Da die Mittel der provisorischen bzw. späteren Regierung begrenzt waren, erhielten die mit dem Orden beliehenen Personen lediglich eine Verleihungsurkunde und konnten sich die Dekoration auf eigene Kosten herstellen lassen.
Insgesamt wurde der Orden etwa 2800 Mal verliehen und zu den bekanntesten deutschen Trägern gehörte Generalfeldmarschall Paul von Hindenburg und General Erich Ludendorff.

## Trageweise
Getragen wird die Auszeichnung auf der linken Brustseite. An Stelle des Ordenszeichens konnte beim alten Orden auch ein rotes Ordensband mit einem aus kleinen schwarzen waagrechten Streifen bestehenden Mittelstreifen auf der Bandschnalle angebracht und zur Uniform getragen werden.

## Spätere Existenz als Familienorden
Mit Einmarsch der Roten Armee im Jahre 1921 verliehen die Könige von Georgien den Hausorden nur noch aus dem Exil heraus. Als das Oberhaupt der im Exil lebenden Familie Prinz Irakly Bagration (1909–1977) den sechsstufigen Hausorden „Order of the Eagle of Georgia and the Seamless Tunic of Our Lord Jesus Christ“ stiftete, geriet der Orden der Königin Tamara in Vergessenheit.
2009 reaktivierte das Oberhaupt der königlich-georgischen Familie Davit Bagrationi Mukhran Batonishvili den Orden. Er gab ihm neue Statuten und erklärte ihn zum zweithöchsten Orden des Königshauses von Georgien. Zur Unterscheidung vom alten Orden veränderte das Oberhaupt der königlich-georgischen Familie, Davit Bagrationi Mukhran Batonishvili, das Ordenszeichen des 2009 reaktivierten Ordens. Er ließ auf dem Bruststern, oberhalb der Medaille mit dem Emailporträt der Königin Tamara, eine Königskrone anbringen. Der neue Orden wird nur noch in zwei Klassen verliehen, der Klasse der Ritter in Silber und der Senatoren in Gold; für beide Ordensinsignien gibt es jeweils eine Miniatur. Bei der Ausführung des Ordens für Damen oder Senatorinnen ist das Ordenszeichen in Silber bzw. Gold an einer Schleife befestigt. Auch hierzu wird zusätzlich eine Miniatur gefertigt.